# Valtrovice
Valtrovice (dříve Valtrubice, německy Waltrowitz) jsou obec v okrese Znojmo v Jihomoravském kraji. Žije zde 418 obyvatel.

## Historie
První písemná zmínka o obci pochází z roku 1307.
V roce 1948 byla ke katastrálnímu území Valtrovic přičleněna většina plochy zrušeného katastru Moskovice Pustina, která tvoří severozápadní část dnešního valtrovického katastru. Název Moskovice (též Mostkovice) pochází od středověké vesnice, která se v těchto místech nacházela a která později zanikla (jako pustá je uváděna v 16. století). Jméno však zůstalo zachováno v označení polní tratě a v josefinské době přešlo na nově vzniklé katastrální území.

## Obyvatelstvo
| Rok            | 1869 | 1880 | 1890 | 1900 | 1910 | 1921 | 1930 | 1950 | 1961 | 1970 | 1980 | 1991 | 2001 | 2011 | 2021 |
| -------------- | ---- | ---- | ---- | ---- | ---- | ---- | ---- | ---- | ---- | ---- | ---- | ---- | ---- | ---- | ---- |
| Počet obyvatel | 520  | 514  | 569  | 560  | 511  | 557  | 607  | 296  | 301  | 307  | 348  | 323  | 379  | 381  | 385  |
| Počet domů     | 90   | 101  | 108  | 111  | 118  | 121  | 144  | 82   | 63   | 71   | 69   | 85   | 92   | 105  | 119  |

### Počet obyvatel
| Sčítání lidu | Obyvatelé celkově | Národní příslušnost | Národní příslušnost | Národní příslušnost |
| Rok          | Obyvatelé celkově | Němci               | Češi                | jiné                |
| ------------ | ----------------- | ------------------- | ------------------- | ------------------- |
| 1880         | 514               | 511                 | 3                   | 0                   |
| 1890         | 569               | 561                 | 7                   | 1                   |
| 1900         | 560               | 557                 | 3                   | 0                   |
| 1910         | 511               | 507                 | 4                   | 0                   |
| 1921         | 557               | 536                 | 12                  | 9                   |
| 1930         | 607               | 598                 | 6                   | 3                   |

## Obecní správa

### Obecní symboly
Znak a vlajka byly obci uděleny rozhodnutím předsedkyně Poslanecké sněmovny Parlamentu České republiky dne 5. prosince 2012.

## Pamětihodnosti

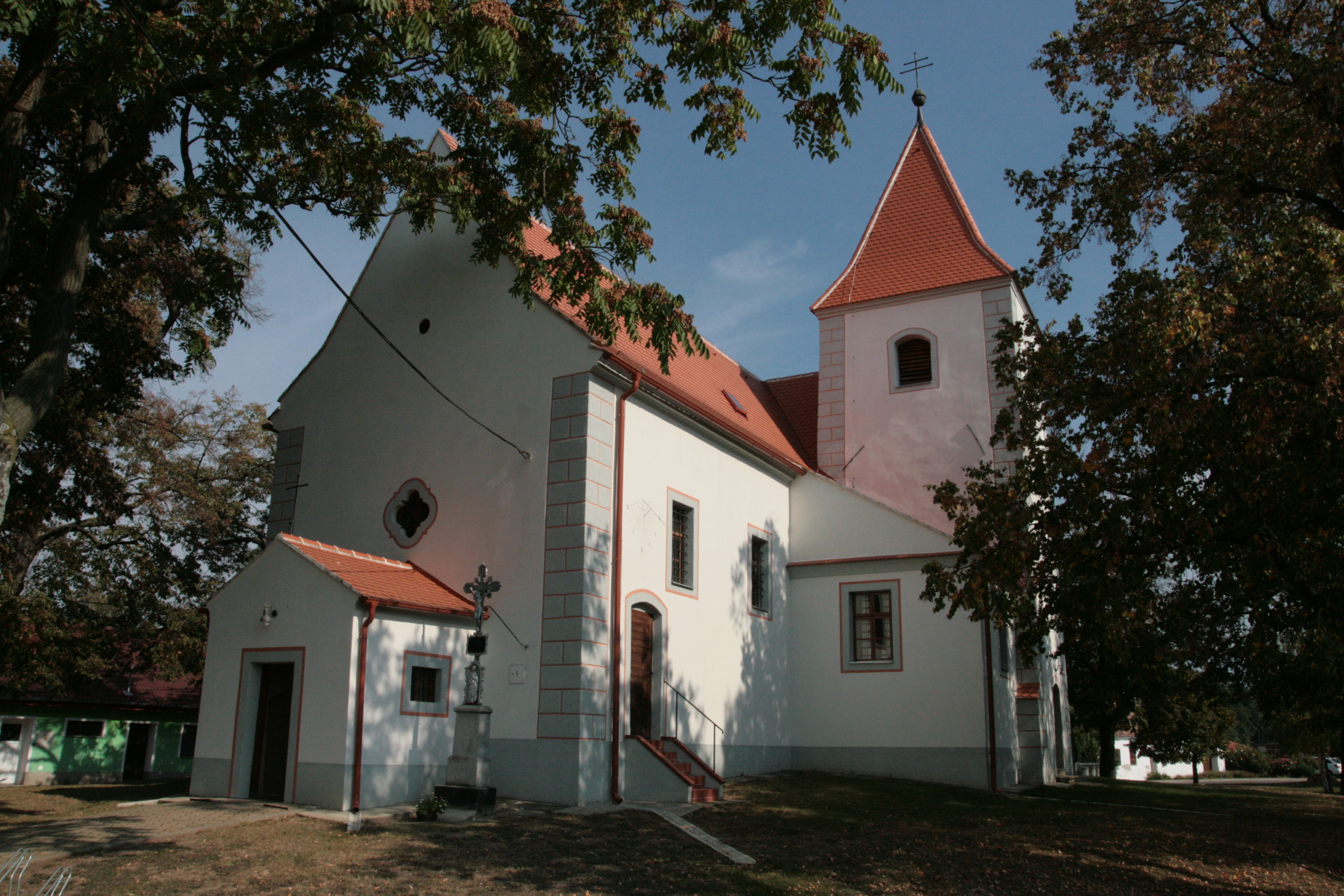
Kostel sv. Jana Křtitele na návsi

- Kostel svatého Jana Křtitele na návsi ze 16. století, přestavěný v 19. století. Autorem oltářního obrazu je Josef Winterhalder.[11]
- Krucifix u silnice na Znojmo
- Fara, dům č. 44 na návsi
- Kaple svatého Jana Křtitele a svatého Jana Evangelisty